# Il presidente del Borgorosso Football Club
Pour plus de détails, voir Fiche technique et Distribution.
Il presidente del Borgorosso Football Club est un film italien réalisé par Luigi Filippo D'Amico et sorti en 1970.

## Synopsis
Benito Fornaciari, fonctionnaire du Vatican et passionné de philatélie, hérite de son père Libero du Borgorosso Football Club, une équipe de football du village romagnol de Borgorosso. De prime abord, le football est loin d'être sa passion. Pourtant, après un premier temps d'indifférence, il commence à s'y consacrer de plus en plus activement. Mais malgré ses efforts, il continue à avoir de mauvais résultats : en plus de mauvais joueurs, il engage un entraîneur italo-péruvien, José Buonservizi, surnommé le Sorcier, qui retourne bientôt tout le village contre lui.
Après avoir disculpé l'entraîneur et imposé à l'équipe un entraînement draconien basé sur le travail de terrain, Benito prend directement les rênes du club. La fortune de l'équipe semble changer : Borgorosso monte dans le classement jusqu'à se rapprocher de la tête. Cependant, lors d'un match à domicile contre le rival Sangiovese, un esclandre les disqualifie : alors que l'équipe perd sur un penalty provoqué par l'avant-centre Celestino Guardavaccaro, acheté au marché d'été à un prix élevé, Benito entre sur le terrain en se disputant avec l'arbitre et en déclenchant une invasion du terrain par les supporters. Le match est alors interrompu et l'équipe est pénalisée avec disqualification du terrain de jeu.
En raison de la crise qui touche l'équipe, un groupe d'hommes d'affaires locaux opposés au président parvient à le contraindre à démissionner ; mais Fornaciari, lors de sa conférence d'adieu, présente sa dernière recrue : nul autre qu'Omar Sívori. Si d'un côté cette nouvelle reçoit le soutien enthousiaste des supporters, elle provoque par contre le retrait du groupe d'entrepreneurs, la faillite et la saisie de tous les biens de Benito et même de l'autocar de l'équipe. Cela ne dérange pas Benito qui, même avec l'équipe en difficulté financière, ne perd pas sa popularité auprès des supporters. Revenu à la présidence, il utilise un camion à bestiaux pour embarquer l'équipe et les supporters rejoindre le stade.

## Fiche technique
- Titre original italien : Il presidente del Borgorosso Football Club[1]
- Réalisateur : Luigi Filippo D'Amico
- Scénario : Alberto Sordi, Sergio Amidei, Adriano Zecca (it)
- Photographie : Sante Achilli
- Montage : Antonio Siciliano (it)
- Musique : Piero Piccioni
- Décors : Umberto Turco (it)
- Costumes : Emilio Baldelli, Bruna Parmesan (it)
- Sociétés de production : Produzioni Atlas Consorziate
- Pays de production :  Italie
- Langue originale : italien
- Format : Couleur par Technicolor - 2,35:1 - Son mono - 35 mm
- Durée : 115 minutes
- Genre : Comédie
- Dates de sortie :
  - Italie : 20 octobre 1970

## Distribution
- Alberto Sordi : Benito Fornaciari-Valli / Libero Fornaciari-Valli
- Tina Lattanzi : Amelia Fornaciari
- Margarita Lozano : Erminia
- Daniele Vargas : Don Regazzoni
- Franco Accatino : Celestino Guardavaccaro
- Carlo Taranto : entraîneur José Buonservizi
- Dante Cleri : comptable Quintino Braglia
- Rino Cavalcanti : maire Bulgarelli
- Elena Pedemonte : Mme Guardavaccaro
- Rosita Toros : la femme du joueur Zanon
- Carla Mancini : épouse d'un des joueurs
- Omar Sívori : lui-même
- Giuliano Todeschini : pharmacien
- Edgardo Siroli : Scipione le barman
- Francesco Sormano : Monseigneur Montanari
- Teodoro Corrà : médecin du sport Sarenti
- Aldo Bet : lui-même
- Sergio Santarini : lui-même
- Giorgio Ghezzi : lui-même
- Dino Magli : Trinca

## Tournage
Le film a été tourné à Bagnacavallo (Province de Ravenne), au stade Molinella (Ville métropolitaine de Bologne), à la Casa Vinicola Valli et au stade Lugo (Province de Ravenne). La ferme est située dans la municipalité de Modigliana (Province de Forlì-Cesena), une ferme appelée Borgo Rosso.

## Postérité
Une équipe de football appelée Borgorosso Football Club 1919 a d'ailleurs été fondée pour rendre hommage au film et à son interprète principal Alberto Sordi. Elle a été présentée à la presse le 11 novembre 2006 et elle est entrée dans le championnat de troisième catégorie (it) 2006/2007.